# Pinkpantheress
Victoria Beverly Walker, känd under artistnamnet Pinkpantheress (stiliserat som PinkPantheress), född 18 april 2001, är en engelsk sångerska och låtproducent. Hennes låtar, som ofta är korta i längd och innehåller samplingar av musik från 1990- och 2000-talen, sträcker sig över ett antal genrer, inklusive bedroom pop, drum and bass och alt-pop.
Medan hon studerade vid ett universitet i London laddade hon 2021 upp flera låtar på Tiktok som blev virala, mest nämnvärt "Break It Off", och hon skrev därefter skivkontrakt hos Parlophone och Elektra Records. Hennes singlar "Just for Me" och "Pain" från hennes debutmix To Hell with It (2021) nådde topp 40 på UK Singles Chart och blev silvercertifierad av British Phonographic Industry. Hennes singel "Boy's a Liar" från 2022 nådde nummer två i Storbritannien, medan dess remix med den amerikanska rapparen Ice Spice blev hennes första låt på Billboard Hot 100 och där som högst nådde en tredjeplats. Hon vann BBC:s Sound of 2022.

## Uppväxt och utbildning
Victoria Beverly Walker föddes den 18 april 2001 i Bath i Somerset, till en kenyansk mamma som arbetar som vårdare, och en engelsk far med ett arbete som statistikprofessor. Hon har en äldre bror som arbetar som ljudtekniker. När hon var fem år gammal flyttade hennes familj från Bath till Canterbury i Kent, där hon växte upp. Hennes pappa flyttade till USA för att arbeta på ett universitet i Austin i Texas när hon var 12 år, medan hon och hennes mamma stannade kvar i England.
Hennes musikintresse startade som barn med inflytande från familjen. Hennes föräldrar lyssnade på bland annat Queen och Michael Jackson, samt diverse afrikansk musik. Genom hennes bror samt vänner inom musikbranschen introducerades hon till professionell musikproduktion. Hon tog pianolektioner som barn, och vid 12 års ålder sjöng hon "Stand by Me" av Ben E. King på en talangshow i skolan. När hon var 14 år gammal blev hon sångare i ett rockband som tolkade låtar av My Chemical Romance, Paramore och Green Day, och uppträdde för första gången på en skolfestival. Hon studerade fram till 2022 film vid University of the Arts London, varefter hon hoppade av på grund av corona-pandemin samt den hårda konkurrensen inom filmbranschen.

## Karriär

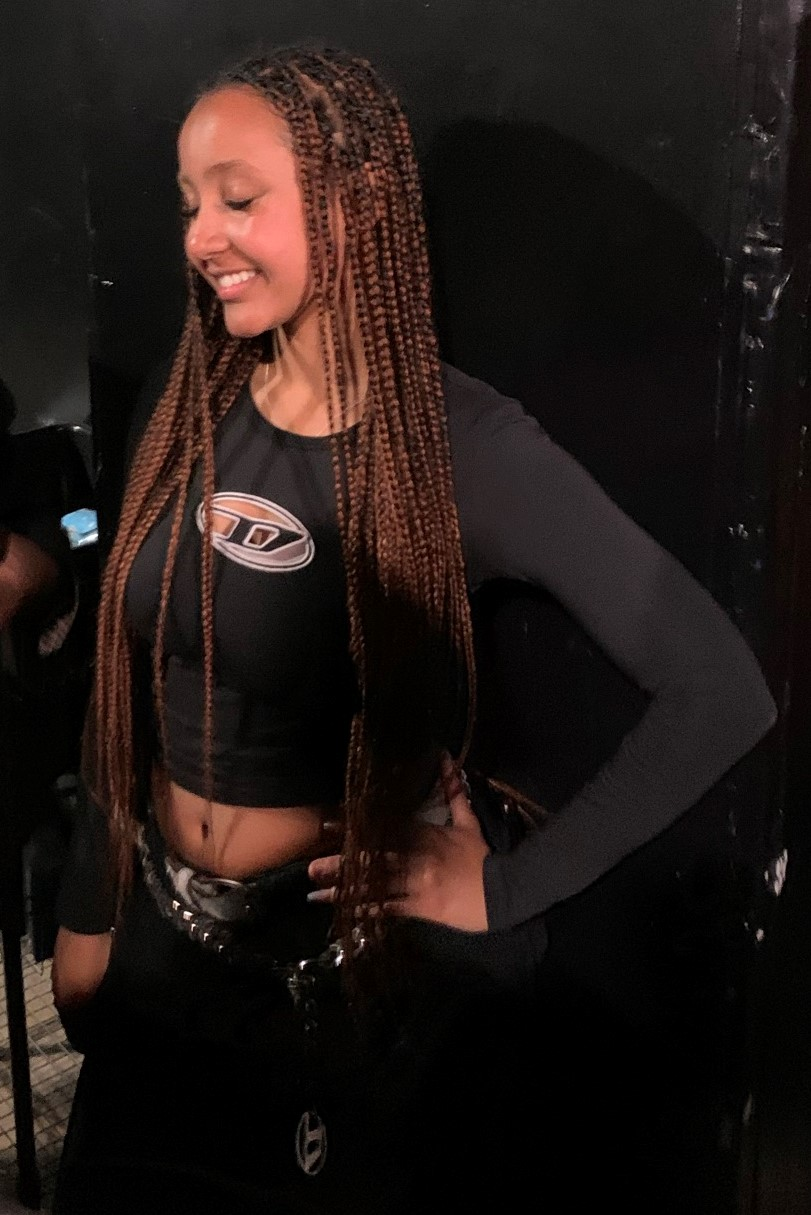
PinkPantheress 2022.

### 2020–2021: Karriärens början ochTo Hell with It
Walker började skriva musik på gymnasiet för att hjälpa en vän, innan hon så småningom skrev musik på egen hand. Vid 17 års ålder började hon använda Garageband för att producera musik åt sin sångarkollega Mazz, och hon använde senare programmet till att spela in många av sina tidiga låtar. Hon började ladda upp sina originallåtar till Soundcloud, där de fick föga uppmärksamhet. Efter att en video som lades upp på hennes personliga Tiktok-konto i december 2020 fick över 500 000 gillningar, lade hon upp ett utdrag av sin låt "Just a Waste" under aliaset PinkPantheress senare samma månad, i hopp om att nå en bredare publik; utdraget blev kort därefter viralt på plattformen.
Walkers låtar "Break It Off" och "Pain" blev virala på Tiktok i början av 2021, med den sistnämnda med en topp som nummer 35 på UK Singles Chart i augusti samma år. Hon kontrakterades av Parlophone i april 2021. Två månader senare var hon med på GoldLinks låt "Evian" från hans studioalbum Haram! och skrev kontrakt med Elektra Records. Efter att ett utdrag från hennes låt "Just for Me" fått uppmärksamhet på Tiktok, släppte hon den i augusti 2021 tillsammans med en musikvideo i egen regi. På UK Singles Chart nådde den nummer 27, vilket gjorde detta till hennes högsta bidrag på UK Singles Chart vid den tiden. Den fick Walker nominerad till ett Iheartradio Music Award, ett Ivor Novello Award och två NME Awards. I början av oktober 2021 tillkännagav hon releasedatumet och titeln på hennes debutmix, To Hell with It, som släpptes den 15 oktober och debuterade som nummer 20 på UK Albums Chart. Mixen föregicks av singlarna "Pain", "Break It Off" och "Just for Me" samt "Passion", som släpptes i februari 2021, kompletterat med "I Must Apologise" som släpptes i oktober 2021. Walker uppträdde live för första gången i oktober och november 2021 i London.

### 2022–nutid: Internationellt genombrott ochHeaven Knows
I januari 2022 tillkännagavs Walker som vinnaren av BBC:s Sound of 2022. Samma månad släppte hon ett remixalbum för To Hell with It. Hon nominerades till Brit Award för årets låt vid 42:a Brit Awards för "Obsessed With You" av Central Cee, som samplade hennes låt "Just for Me", och gav ett virtuellt framträdande på Roblox i samarbete med Brit Awards. Hon medverkade i låten "Bbycakes" med Mura Masa, Lil Uzi Vert och Shygirl i februari 2022, och släppte sin låt "Where You Are" med Willow Smith i april samma år. Samma månad åkte Walker på en Europaturné. Hon var med på "Tinkerbell Is Overrated", en låt från Beabadoobees andra album, Beatopia, som släpptes i juli 2022. Hon uppträdde som öppningsakt på Halseys Love and Power Tour under våren 2022, på den amerikanska delen av turnén. I juni ställde hon in sitt planerade framträdande på Primavera Sound-festivalen i Barcelona på grund av hörselnedsättning.
Hon släppte singeln "Picture in My Mind" med Sam Gellaitry i augusti månad. Hennes EP Take Me Home släpptes i december, med bland annat singlarna "Boy's a Liar" och "Do You Miss Me", båda släppta en månad tidigare, samt titelspåret. "Way Back", hennes samarbetssingel med Skrillex och Trippie Redd, släpptes i januari 2023 och inkluderades på Skrillex album Don't Get Too Close följande månad. En månad senare släppte hon en remix av "Boy's a Liar", "Boy's a Liar Pt. 2", med den amerikanska rapparen Ice Spice, som även hon fick sitt stora genombrott 2022. Efter att ha blivit populär på Tiktok, debuterade remixen som nummer 14 på Billboard Hot 100, och nådde senare plats nummer tre. Den nådde också nummer två på brittiska singellistan. Den nominerades till två BET Awards, en MTV EMA och en Streamy Award. "Angel", hennes låt till soundtracket till filmen Barbie (2023), släpptes som singel i juni 2023. Hennes samarbetssingel "Turn Your Phone Off" med Destroy Lonely släpptes en månad senare, och hon gästade tillsammans med Hyunjin från k-popgruppen Stray Kids på en remix av Troye Sivan-låten "Rush" i augusti.
I oktober 2023 tillkännagav Walker sitt debutalbum, Heaven Knows, som därefter släpptes den 10 november. Albumets ledande singel, "Mosquito", släpptes den 29 september, följt av den andra singeln "Capable of Love" den 12 oktober. Albumet innehöll ännu ett samarbete med Central Cee, samt två nya kollaborationer med Rema och Kelela. "Boy's a Liar Pt. 2" inkluderades även på albumet. Hon är inplanerad att uppträda som öppningsnummer på Olivia Rodrigos Guts World Tour sommaren 2024.

## Artisteri

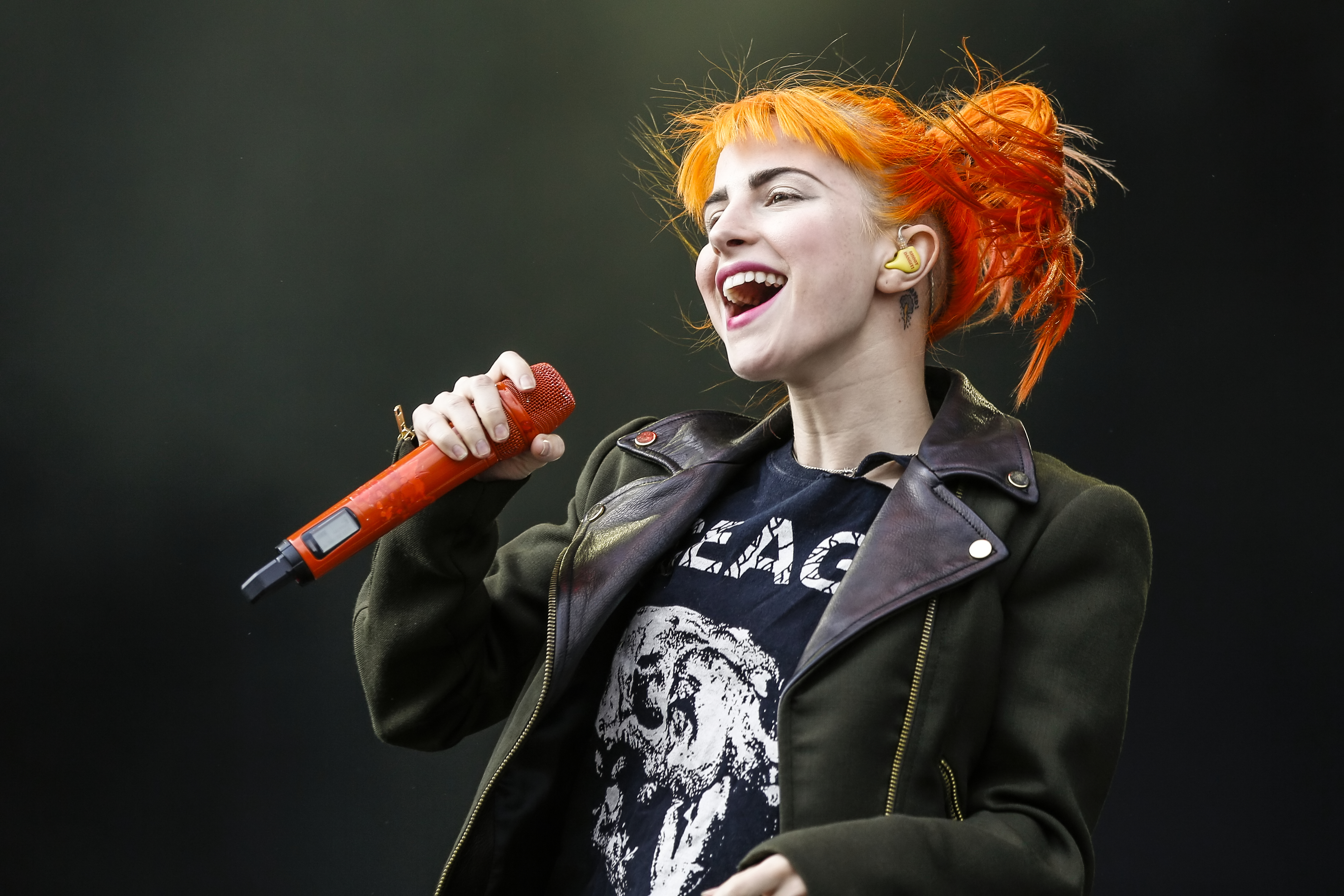
Walker har nämnt Hayley Williams (på bilden) som ett "stort inflytande" på sin musik och sagt att hon "gör musik på grund av [Williams]".

Walkers artistnamn togs från hennes Tiktok-konto med samma namn, som inspirerades av en fråga från spelprogrammet The Chase ("Vad heter en kvinnlig panter?") och av filmserien Rosa pantern. Walker har bland annat angett My Chemical Romance, Lily Allen, Just Jack, Michael Jackson, Kaytranada, Imogen Heap och Frank Ocean som inspirationskällor, och citerar även k-pop-låtar, Blink-182, Good Charlotte, Green Day, tidiga Panic! at the Disco, Linkin Park och Frou Frou som inspiration för hennes melodier och beatval. Hon har särskilt kallat Hayley Williams för ett "stort inflytande" på henne som artist och sa att hon först ville bli professionell musiker när hon var 14 år efter att ha sett Williams uppträda som en del av Paramore under Reading Festival, och att hon "håller på med musik på grund av [Williams]". Hon har också sagt att hon inspirerades av en intervju med Doja Cat att satsa på musik som en karriär, och blev inspirerad att lägga upp sina låtar på Tiktok av Lil Nas X.
Walkers musik har beskrivits som pop, bedroom pop, dans, alt-pop, drum and bass, 2-step, jungle och hyperpop, och använder ofta samplingar av andra låtar, som dansmusik från 1990- och 2000-talen, funk, UK garage och poplåtar. Det höga antalet samplingar kommer enligt hon själv delvis från att hon vid karriärens början inte hade någon erfarenhet om att skapa låtar från grunden, och använde dem då som utgångspunkt. Hon har själv beskrivit sin musik som alt-pop och "en form av D'n'B som är acceptabel att lyssna på hemma", och har uppgett att hon skriver "sorgligare", "mörka" texter för att "vädja till ungdomen", ofta för att kontrastera dem med hennes "glada instrumentals". Walker har sagt att hennes texter vanligtvis inte är baserade på personliga erfarenheter, och säger: "Mycket av det kommer bara från att jag verkligen gillar berättande."

## Privatliv
Walker har ansträngt sig för att hålla sitt riktiga namn hemligt och anser integritet som väldigt viktigt för henne, delvis på grund av en rädsla för att bli dömd, och beskriver sig själv som en blyg person. Hon har uppgett att hon har haft dysmorfofobi från ung ålder. Hon upplevde gradvis hörselnedsättning av att lyssna på hög musik och blev 80 procent döv på höger öra 2022.

## Diskografi
Studioalbum
- Heaven Knows (2023)[68]

Mixtapes
- To Hell with It (2021)
- Fancy That (2025)